# Кокуитлам
Кокуитлам (англ. Coquitlam) — город (с 1992 года) в провинции Британская Колумбия в Канаде, в районе Ванкувера (Ванкуверская агломерация). С населением 148 625 человек согласно переписи 2021 года занимает 6-е место по числу жителей в провинции Британская Колумбия и 34-е в Канаде.

## География
Кокуитлам расположен в юго-западной части Британской Колумбии. Город находится на северном берегу реки Фрейзер к востоку от Бернаби и Нью-Уэстминстера и к западу от Порт-Кокуитлама и Питт-Медоуз. Площадь сухопутной части Кокуитлама 122,15 км², максимальные высоты — до 1600 м (нижние отроги гор Игл и Берк в северо-западной и северо-восточной частях города).
Административно Кокуитлам является частью городской агломерации Большого Ванкувера. Кокуитлам связывают с другими населёнными пунктами региона Лоуэр-Мейнленд железнодорожное сообщение (система пригородных поездов West Coast Express) и автобусные линии; общественный транспорт в регионе координируется корпорацией TransLink. Недалеко от Кокуитлама расположены два международных аэропорта — Ванкуверский (примерно в 30 км к юго-западу) и Абботсфордский (в 50 км к востоку).
Кокуитлам включает в свою территорию или граничит с рядом лесных и парковых массивов. На его территории расположены два региональных парка (Миннекхада и Колони-Фарм), региональный заповедник Уиджен-Марш и южная часть провинциального парка Пайнкон-Берк.

## История
Первыми район современного Кокуитлама заселили индейские племена куикуетлем (или кокуитлам) из группы прибрежных салишей. Собственное название племени, давшее название региону, переводится как «маленькая нерка»; в прошлом эта рыба в больших количествах поднималась по реке Кокуитлам на нерест в одноимённом озере. Хотя землепроходец Саймон Фрейзер побывал в этих краях в 1808 году, белые поселенцы прибыли сюда только во второй половине XIX века, когда началось строительство Северной дороги, связывающей Нью-Уэстминстер, тогдашний административный центр колонии Британская Колумбия, с незамерзающей гаванью Порт-Муди.
В 1889 году на реке Кокуитлам была построена новейшая лесопильня; в настоящее время место, где она располагалась, носит название Фрейзер-Миллз и расположено в городской черте Кокуитлама. В 1891 году Кокуитлам получил статус окружного муниципалитета. Начиная с 1909 года в эти места начали прибывать переселенцы-лесозаготовщики из Квебека. Место их компактного расселения, Майярвилль, в настоящее время также входит в муниципальные границы Кокуитлама. Майярвилль, названный в честь священника-француза, со своим населением в 110 человек стал крупнейшим центром франкофонии в Канаде к западу от Манитобы.
В 1913 году Кокуитлам был разделён на три коммуны — собственно Кокуитлам, Порт-Кокуитлам и Фрейзер-Миллз, который снова вошёл в состав Кокуитлама в 1971 году. В 1953 году через город прошло скоростное шоссе Лугхид, обеспечившее его быстрое экономическое развитие. Кокуитлам получил статус города в 1992 году.

## Население и администрация
Согласно переписи населения 2021 года, в Кокуитламе проживали 148 625 человек, что делало его шестым по населению городом Британской Колумбии и 34-м в Канаде. Плотность населения составляла 1217 человек на км². Прирост населения Кокуитлама с 2016 года составил 6,7 %, что было сопоставимо со средним темпом роста по провинции Британская Колумбия (7,6 %).
15 % населения Кокуитлама в 2021 году составляли дети и подростки в возрасте до 14 лет включительно, 16 % — люди пенсионного возраста (65 лет и старше). 65 % жителей города были людьми в работоспособном возрасте. Средний возраст жителей составлял 41,4 года, медианный — 41,6 года.
В 2021 чуть более 50 % жителей Кокуитлама состояли в зарегистрированном или незарегистрированном браке. В городе насчитывалось около 43 тысяч семей, из которых 75 % составляли супружеские пары (с детьми или без них), 10 % — пары, состоящие в незарегистрированном браке, и 15 % — родители-одиночки. В 64 % семей были дети, проживавшие с родителями (в среднем по 1,7 ребёнка на семью).
Половину населения города в 2021 году составляли иммигранты и люди, не имевшие постоянного вида на жительство. Примерно половина иммигрантов прибыла в Канаду после 2000 года, наиболее значительными были китайская и корейская диаспоры (почти 13 тысяч из материкового Китая, 7,5 тысяч из Гонконга и с Тайваня и 8,5 тысяч человек из Южной Кореи), тысячи иммигрантов прибыли в Канаду с Филиппин, из Великобритании, Индии и США. Чуть менее чем для половины жителей Кокуитлама первым родным языком был английский, меньше 1 % назвали в качестве первого родного языка французский. Примерно для 10 % жителей родным был севернокитайский язык, более чем по 6 % назвали родным кантонский диалект и корейский язык и 5 % — персидский.
Городской совет Кокуитлама состоит из девяти членов, включая мэра. Наиболее недавние муниципальные выборы состоялись в ноябре 2014 года, мэром был избран Ричард Стюарт.

## Культура и достопримечательности
Хотя на территории Кокуитлама расположены предприятия добывающей промышленности (в основном гравийные карьеры) и лесоперерабатывающей промышленности, это в основном спальный город. В городе развита индустрия развлечений и туризма, и в 2009 году Кокуитлам был назван «культурной столицей Канады» на основании роли, которую играет культура в его повседневной жизни.
Ежегодно в городе проводится свыше ста различных фестивалей и ярмарок, включая франкофонный Фестиваль деревьев (фр. Festival du Bois), Игры Горцев Британской Колумбии, День корейского культурного наследия, парад плюшевых медведей, состязания по рыбной ловле и другие. В Кокуитламе действуют две публичных библиотеки и городской музей, расположенный в бывшем доме генерального менеджера по продажам лесопильни Фрейзер-Миллз, построенном в 1909 году.

## Города-побратимы
- Фошань, Китай
- Пхаджу, Республика Корея